# Sheila van den Bulk
Michaela Wilhelmina Alida van den Bulk (Rotterdam, 6 april 1989) is een Nederlands voetbalster die doorgaans als verdedigster speelt.

## Clubcarrière
Van den Bulk maakte in 2007 de overstap van CVV Berkel naar ADO Den Haag om te gaan voetballen in de nieuw opgericht Eredivisie. In haar tweede seizoen werd ze samen met teamgenoot Jeanine van Dalen verkozen tot beste speelster door het magazine Vrouw & Voetbal. In het seizoen 2011/12 werd Van den Bulk landskampioen met de club en won ze ook de beker. Ook in 2012/2013 won zij met ADO Den Haag de Nederlandse beker; in de finale benutte Van den Bulk de beslissende strafschop in de strafschoppenserie. Na dit seizoen speelde ze tot december 2013 voor de Noorse club IL Sandviken. In januari 2014 maakte Van den Bulk de overstap naar Kolbotn IL, dat speelt in de Noorse Toppserien. Na een goed seizoen speelde ze ook in 2015 voor Kolbotn IL, waarna ze overstapte naar de Zweedse competitie om daar te gaan spelen voor Djurgårdens IF. In november 2021 tekende Van den Bulk een tweejarig contract bij het eveneens Zweedse Kristianstads DFF.

## Interlandcarrière
In een vriendschappelijke interland op 4 juni 2016 tegen Zuid-Afrika maakte Van den Bulk haar debuut in het Nederlands elftal. In maart 2017 speelde ze drie wedstrijden mee om de Algarve Cup. Bondscoach Sarina Wiegman riep Van den Bulk vervolgens ook op voor het Europees kampioenschap in eigen land.

## Statistieken
| Seizoen | Club              | Land      | Competitie     | Wedstrijden | Doelpunten |
| ------- | ----------------- | --------- | -------------- | ----------- | ---------- |
| 2007/08 | ADO Den Haag      | Nederland | Eredivisie     | 20          | 4          |
| 2008/09 | ADO Den Haag      | Nederland | Eredivisie     | 23          | 3          |
| 2009/10 | ADO Den Haag      | Nederland | Eredivisie     | 19          | 3          |
| 2010/11 | ADO Den Haag      | Nederland | Eredivisie     | 21          | 5          |
| 2011/12 | ADO Den Haag      | Nederland | Eredivisie     | 17          | 1          |
| 2012/13 | ADO Den Haag      | Nederland | BeNeLeague     | 28          | 10         |
| 2013    | IL Sandviken      | Noorwegen | Toppserien     | 11          | 0          |
| 2014    | Kolbotn IL        | Noorwegen | Toppserien     | 19          | 3          |
| 2015    | Kolbotn IL        | Noorwegen | Toppserien     | 22          | 5          |
| 2016    | Djurgårdens IF    | Zweden    | Damallsvenskan | 22          | 4          |
| 2017    | Djurgårdens IF    | Zweden    | Damallsvenskan | 10          | 3          |
| 2018    | Djurgårdens IF    | Zweden    | Damallsvenskan | 22          | 4          |
| 2019    | Djurgårdens IF    | Zweden    | Damallsvenskan | 0           | 0          |
| 2020    | Djurgårdens IF    | Zweden    | Damallsvenskan | 18          | 5          |
| 2021    | Djurgårdens IF    | Zweden    | Damallsvenskan | 21          | 2          |
| 2022    | Kristianstads DFF | Zweden    | Damallsvenskan | 0           | 0          |

Bijgewerkt op 28 juli 2017.

## Erelijst
ADO Den Haag
- Eredivisie: 2011/12
- KNVB beker: 2011/12, 2012/13

 Nederland
- UEFA EK: 2017

1: Van Veenendaal ·
2: Van Lunteren ·
3: Van der Gragt ·
4: Van den Berg ·
5: Van Es ·
6: Dekker ·
7: Van de Sanden ·
8: Spitse ·
9: Miedema ·
10: Van de Donk ·
11: Martens · 12: Roord · 13: Jansen · 14: Groenen · 15: Folkertsma · 16: Christ · 17: Zeeman · 18: Lewerissa · 19: Van den Bulk · 20: Janssen · 21: Beerensteyn · 22: Van der Most · 23: Geurts · Coach: Wiegman